# Szymonówko
Szymonówko (niem. Kl. Simnau) – osada w Polsce położona w województwie warmińsko-mazurskim, w powiecie ostródzkim, w gminie Małdyty nad jeziorem Ruda Woda.
W latach 1975–1998 miejscowość administracyjnie należała do województwa olsztyńskiego.
W roku 1973 jako osada Szymonówko należało do powiatu morąskiego, gmina i poczta Małdyty.
Inne miejscowości o nazwie Szymonowo: Szymonowo